# 南ジョウ
南ジョウ（1971年10月18日-）は日本のAV監督。

## 人物・来歴
衝撃のSM作品「依頼調教株式会社」を筆頭に「ブードル」「フェチプロモーション」等の奇抜な作品で知られる。「大阪随一のマニアックメーカー」として数々の雑誌に取り上げられる。
代表作品には「依頼調教株式会社」「妊婦シリーズ」などが挙げられる。
| スタブアイコン | サブスタブ | この項目は、まだ閲覧者の調べものの参照としては役立たない、性風俗関係者に関連した書きかけの項目です。この項目を加筆・訂正などしてくださる協力者を求めています（P:性/PJ:性）。 |